# Costanana praecellens
Costanana praecellens är en insektsart som beskrevs av Carl Stål 1862. Costanana praecellens ingår i släktet Costanana och familjen dvärgstritar. Inga underarter finns listade i Catalogue of Life.